# Віялохвістка табласька
Віялохвістка табласька (Rhipidura sauli) — вид горобцеподібних птахів родини віялохвісткових (Rhipiduridae).

## Поширення
Ендемік Філіппін. Поширений на острові Таблас. Природним середовищем існування є субтропічні або тропічні вологі низинні ліси.